# Георг Алберт (Шварцбург-Рудолщат)
Георг Алберт фон Шварцбург-Рудолщат (на немски: Georg Albert, Fürst zu Schwarzburg-Rudolstadt; * 23 ноември 1838, Рудолщат; † 19 януари 1890, Рудолщат) от фамилията Шварцбург, е 9. княз на Шварцбург-Рудолщат (1869 – 1890) и пруски генерал на кавалерията. Той също е граф на Хонщайн, господар на Бланкенбург, Лойтенберг и други.

## Биография
Той е син на пруския генерал на кавалерията княз Алберт фон Шварцбург-Рудолщат (1798 – 1869) и съпругата му принцеса Августа фон Золмс-Браунфелс (1804 – 1865), дъщеря на генерал принц Фридрих Вилхелм фон Золмс-Браунфелс (1770 – 1814) и херцогиня Фридерика фон Мекленбург-Щрелиц (1778 – 1841). Баба му Фридерика е най-малката сестра на прочутата пруска кралица Луиза, съпругата на пруския крал Фридрих Вилхелм III и племенница на британската кралица Шарлота, съпругата на Джордж III.
Сестра му Елизабет фон Шварцбург-Рудолщат (1833 – 1896) е омъжена на 17 април 1852 г. в Рудолщат за княз Леополд III фон Липе (1821 – 1875).
Георг Алберт се интересува преди всичко от коне и войнството. За него се образува детска гарда от деца благородници и от чиновници. Правят им специално униформи и оръжия. Той рисува тогава мотиви от войнишкия свят. Георг Алберт е добър ездач.
От 18-годишна възраст следва история на правото в университетите в Гьотинген и Бон. От 1859 г. той е на активна военна служба като лейтенант. През 1864 г. е офицер при генерал-лейтенант Густав фон дер Мюлбе (1831 – 1917). Той участва в похода през 1864 г. срещу Дания.
След смъртта на баща му Георг Алберт става през 1869 г. управляващ княз на Шварцбург-Рудолщат. Остава и в пруската войска. Той е в генералния щаб през Френско-германската война, участва през 1870 г. в битките при Седан и Бомон. Участва и при прокламацията на Германската империя във Версай на 18 януари 1871 г. На 22 март 1883 г. е повишен на генерал на кавалерията и на 25 юни 1886 г. става рицар на Черния орел.
Георг Алберт фон Шварцбург-Рудолщат не се жени. Той умира на 51 години на 19 януари 1890 г. и е погребан в градската църква в Рудолщат. Наследен е от втория му братовчед княз Гюнтер Виктор (1852 – 1925).

## Деца
Георг Алберт фон Шварцбург-Рудолщат има с Матилда Опел незаконната дъщеря:
- Фрида Гертруд Опел (* 25 януари 1883, Вайсенфелс; † ?)